# If You Only Knew (film 2011)
If You Only Knew è un film del 2011 diretto da Jorgea Hernando.

## Trama
Il film narra la storia di Louise, una designer di moda che sviluppa l'alzheimer in giovane età e che è stata abusata dal fidanzato quando era ragazza.